# Paulinho Cascavel
Paulo Roberto Bacinello, plus communément appelé Paulinho Cascavel, est un footballeur brésilien né le 29 septembre 1959 à Cascavel (Paraná).